# Anton Shkaplerov
Anton Nikolaevich Shkaplerov, (en ruso: Антон Николаевич Шкаплеров; 20 de febrero de 1972 en Sebastopol, RSS de Ucrania) es un cosmonauta ruso actualmente en activo.

## Personal
Shkaplerov está casado con Tatiana Petrovna, con quien tiene dos hijas llamadas Kristina y Kira. Sus padres, Nikolay Ivanovich Shkaplerov y Tamara Viktorovna Shkaplerova, viven en Sebastopol. Sus pasatiempos incluyen deportes, viajes, pesca y golf.

## Educación
Shkaplerov completó el entrenamiento de vuelo del Yak-52 en el Aviation Club de Sebastopol en 1989. Después de graduarse de Sevastopol High School en 1989, ingresó en la Escuela de Pilotos de la Fuerza Aérea Kachinsk graduándose en 1994 como piloto ingeniero. En 1997 se graduó en la NE Zukovskiy Fuerza Aérea de Ingeniería. 

## Experiencia
Después de la graduación Shkaplerov sirvió como piloto-instructor superior en la Fuerza Aérea de Rusia. Ha pilotado aviones Yak-52, L-29 y MiG-29. Él es un piloto-instructor de la Fuerza Aérea de la clase 2. Él es también un instructor general de Formación de paracaídas, y ha realizado más de 300 saltos en paracaídas.

## Carrera en Roscosmos
En mayo de 2003 Shkaplerov fue seleccionado como candidato a cosmonauta de la Oficina del Centro de Entrenamiento de Cosmonautas Gagarin cosmonauta. De junio de 2003 a junio de 2005 asistió a entrenamiento espacial básico y fue calificado como cosmonauta de prueba en 2005. 
De abril a octubre de 2007, Shkaplerov se desempeñó como Director de Operaciones de la Agencia Espacial Rusa, destacado en el Centro Espacial Johnson en Houston, Texas. 
En 2009 Anton Shkaplerov fue asignado como comandante de la tripulación de reserva de la nave Soyuz TMA-17 para la Expedición 22.

### Expedición 29/30
En noviembre de 2011 Shkaplerov realizó su primera misión espacial a bordo de la Soyuz TMA-22 y se desempeñó como Ingeniero de vuelo para la Expedición 29/30 a bordo de la ISS hasta abril de 2012.

### Expedición 42/43

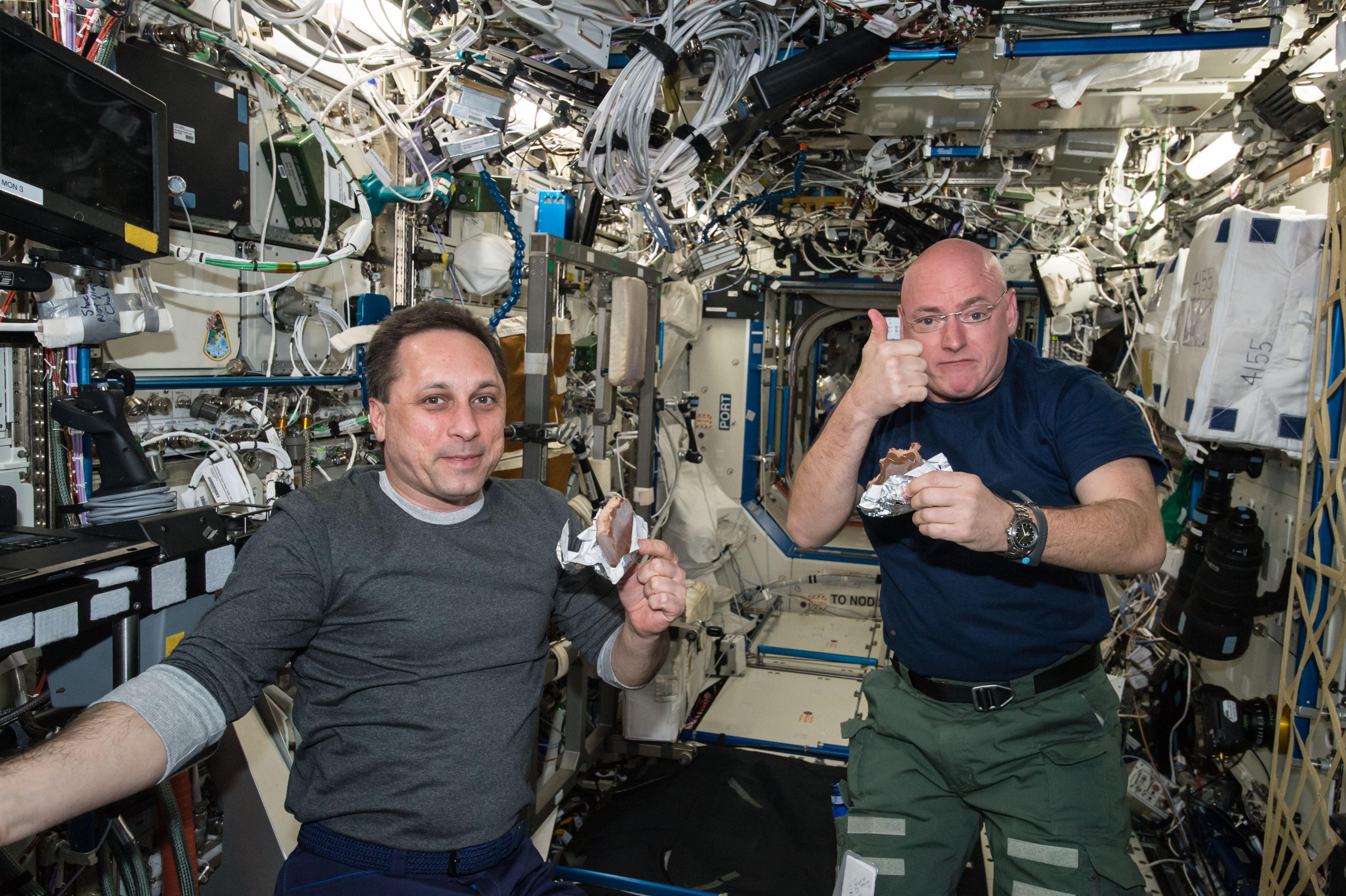
ISS-43 Anton Shkaplerov y Scott Kelly en el Laboratorio Destiny

En noviembre de 2014 realizó su segunda misión espacial a bordo de la Soyuz TMA-15M a la estación espacial y participó como ingeniero de vuelo en la Expedición 42/ 43 hasta junio de 2015.

### Expedición 54/55
En diciembre de 2017 Shkaplerov viajo en la Soyuz MS-07 en su tercera misión espacial y se desempeñó como Ingeniero de vuelo para la Expedición 54 y como comandante en la Expedición 55 a bordo de la ISS hasta junio de 2018.

### Expedición 65/66
En octubre de 2021 realizó su cuarta misión espacial a bordo de la Soyuz MS-19 a la estación espacial y participó en la Expedición 65/66 y estuvo en la ISS, como comandante de la Exp. 66  en el espacio hasta el 30 de marzo de 2022, momento que regresó con los dos tripulantes de la Soyuz MS-18, que han permanecido en la ISS durante casi un año (355 días).

## Caminatas espaciales

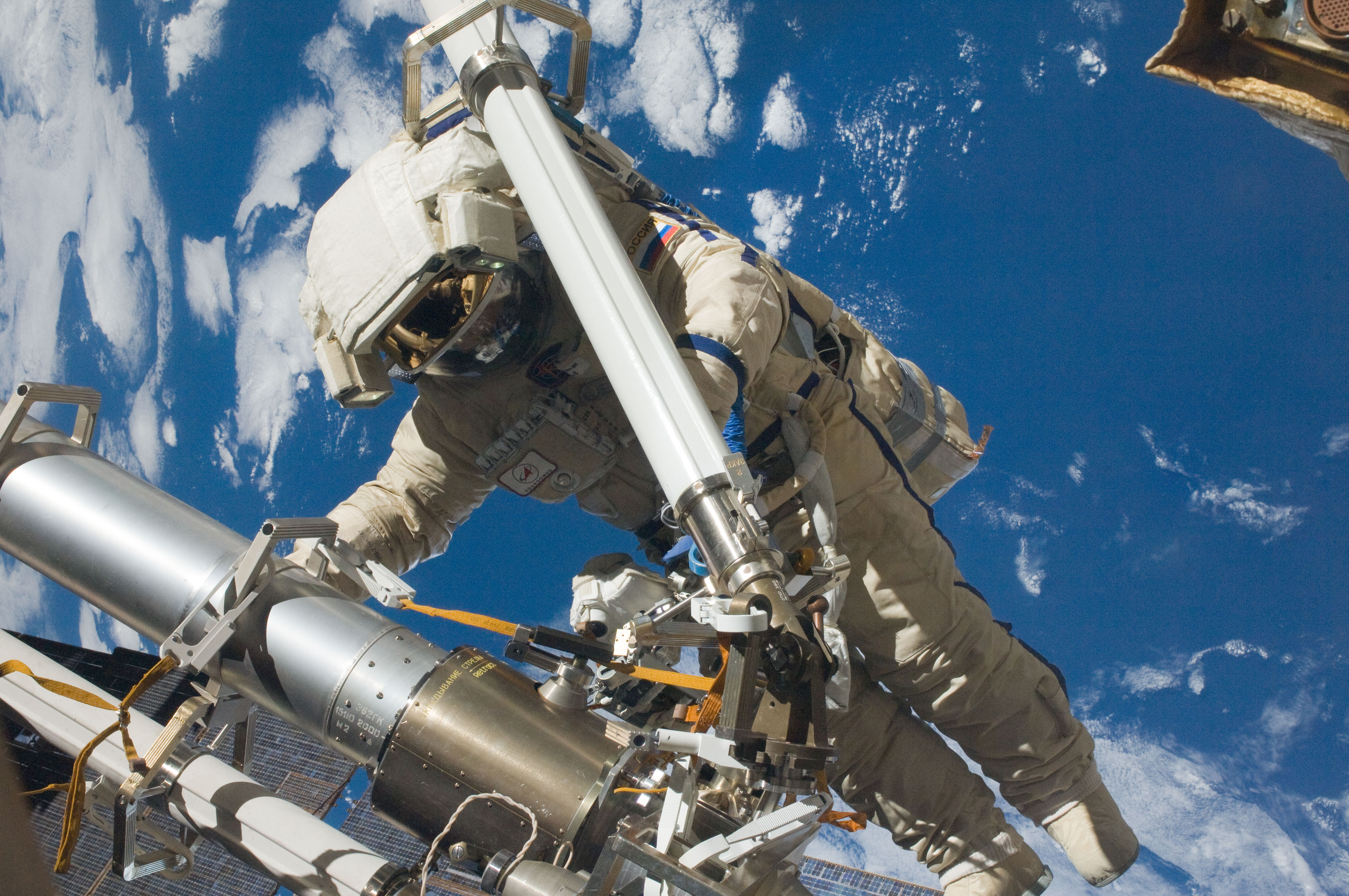
Anton Shkaplerov participando en una sesión de actividad extravehicular en febrero de 2012.

El 12 de febrero de 2012, Shkaplerov y Oleg Kononenko fueron los encargados de llevar a cabo una caminata espacial de seis horas fuera de la Estación Espacial. Su objetivo era instalar unos escudos en el módulo de servicio Zvezda para protegerlo de desechos orbitales de micrometeoritos y mover la grúa Strela 1, desde el modulo Pirs al compartimento del Módulo de Investigación Mini Poisk (MRM-2). Si el tiempo lo permite, los dos cosmonautas pueden también instalar puntales en una escalera utilizada por astronautas en el Pirs Docking Compartimiento. Como otra tarea get-por delante, ellos posiblemente instalarán un experimento llamado Vynoslivost en el Módulo de Investigación Mini Poisk. Como parte de la Vynoslivost o experimento "Endurance", dos bandejas de muestras metálicas se quedarían expuestos en la superficie del módulo Poisk.

## Rodaje en el espacio

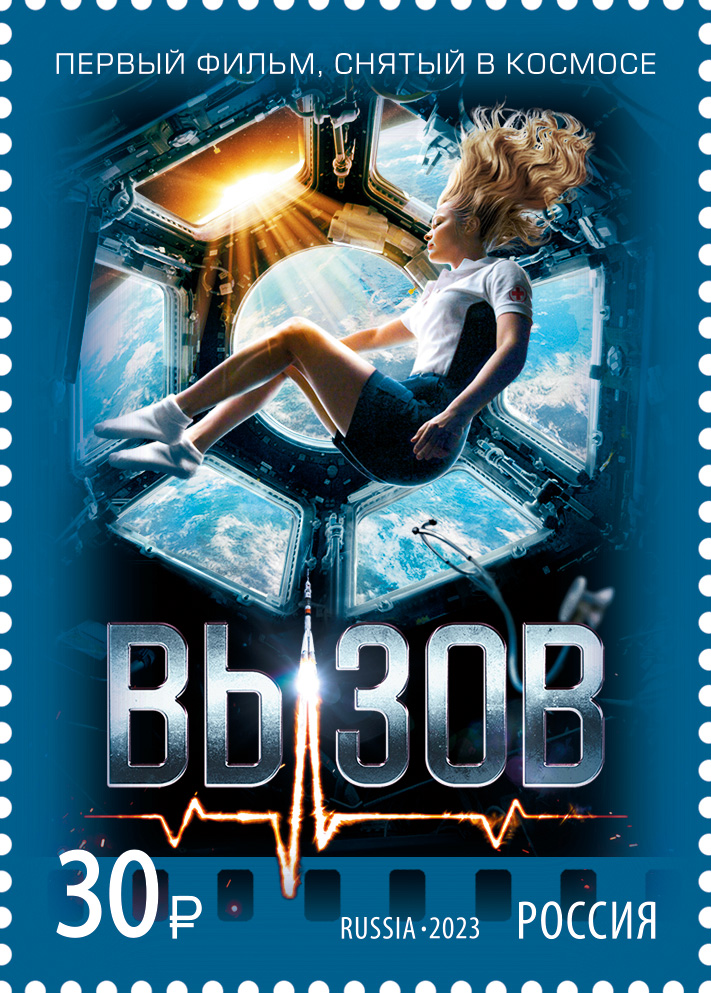
Sello ruso con el póster de la película.

Para el rodaje de la película Visov (en ruso: Вызов, lit. 'El Reto'), primera película largometraje de ficción en la historia rodada en el espacio, viajaron a la Estación Espacial Internacional el director Klim Shipenko y la actriz Yulia Peresild junto con Shkaplerov quien fue comandante de la Soyuz MS-19. Shkaplerov también colaboró en el rodaje e hizo un pequeño papel.

## Condecoraciones
El 3 de agosto de 2023 recibió de manos del presidente de Rusia, Vladímir Putin, la Orden de Gagarin por su «gran contribución al desarrollo de la astronáutica tripulada y el coraje demostrado durante el vuelo espacial de larga duración a la Estación Espacial Internacional».